# Premio de Grimmelshausen
El Premio Grimmelshausen o Premio de Johann Jacob Christoph von Grimmelshausen es un premio literario alemán que desde 1993 es otorgado cada dos años por Gelnhausen en Hesse, la ciudad donde el poeta Johann Jakob Christoph von Grimmelshausen nació alrededor de 1622, y Renchen en Baden-Wurtemberg, donde fue alcalde hasta su muerte en 1676.